# Leptotettix bolivianus
Leptotettix bolivianus är en insektsart som beskrevs av Max Beier 1962. Leptotettix bolivianus ingår i släktet Leptotettix och familjen vårtbitare. Inga underarter finns listade i Catalogue of Life.